# Estação Orekhovo
Orekhovo (em russo:  Орехово) é uma das estações da linha Zamoskvoretskaia (Linha 2) do Metro de Moscovo, na Rússia. Estação «Orekhovo» está localizada entre as estações «Domodedovskaia» e «Tsaritsyno».